# ノーベル賞を巡る論争
本項ではノーベル賞を巡る論争（ノーベルしょうをめぐるろんそう）について記述する。
スウェーデンの実業家アルフレッド・ノーベルが1896年に死去した後、その遺言によりノーベル賞が創設された。1901年の最初の賞が授与されて以来、ノーベル賞を巡る批判や論争がたびたび起こっている。
ノーベルは、「前年度に人類に最大の利益をもたらした者」を讃えるよう求めていた。ノーベルは物理学賞について、「物理学の分野で最も重要な「発見」または「発明」をした人」に与えなければならないと明言している。しかし、ノーベル物理学賞の選考委員会は、歴史的に発明よりも発見に対して賞を授与してきた。ノーベル物理学賞の受賞理由のうち、77%が発見、23%が発明に対するものである。また、科学賞（物理学賞・化学賞・生理学・医学賞）は通常、1年間の業績ではなくキャリア全体を評価する。
数学を始めとする他の多くの科学・文化的分野では、ノーベル賞の部門が存在しない。数学者ヨースタ・ミッタク＝レフラーへのノーベルの嫉妬から数学賞が作られなかったという説は、時期の不正確さから否定されている。他の可能性としてあるのは、ノーベルは数学を実用学と見なしていなかったということである。フィールズ賞とアーベル賞は、ともに「ノーベル数学賞」と呼ばれることがある。
最も有名な論争は文学賞、平和賞、さらに厳正な意味でのノーベル賞ではないが経済学賞を巡るものである。受賞者よりもより貢献した者がいるという論争のほか、批評家は政治的偏見とヨーロッパ中心主義をよく認識している。とくに資本主義的な経済自由主義者の利害・価値観を色濃く反映している面がある。ノーベル文学賞に関するノーベルの言葉の解釈は、繰り返し改訂されている。

## 化学賞

### 2020年
リトアニアとスペインの科学界は、CRISPR遺伝子編集技術の発展に重要な貢献をしたエマニュエル・シャルパンティエとジェニファー・ダウドナに加え、ヴィルジニウス・シクシュニスとフランシスコ・モヒカの両名を委員会が受賞対象に含めなかったことに失望を表明した。

### 2019年
2019年の化学賞は、リチウムイオン二次電池を開発したジョン・グッドイナフ、スタンリー・ウィッティンガム、吉野彰に授与された。しかし、多くの科学団体は、ウィッティンガムと共にリチウムイオン電池を共同発明したラシード・ヤザミが受賞対象から除外されたことに反発した。

### 2008年
2008年の化学賞は、緑色蛍光タンパク質(GFP)に関する研究をした下村脩、マーティン・チャルフィー、ロジャー・Y・チエンに授与された。 しかし、GFP遺伝子を初めてクローン化し、生物学的トレーサーとしてその使用を示唆したのはダグラス・プラッシャーであった。マーティン・チャルフィーは、「ダグラス・プラッシャーの業績は、我々が研究室で行った研究にとって非常に重要で基礎となったものだった。ダグラスと他の2人に賞が授与されて、私が外されていたかもしれない」と述べている。プラッシャーの業績は認められず、一時期彼は科学の世界を去り、2008年の時点ではアラバマ州ハンツビルでシャトルバスの運転士として働いていた。ロジャー・チエンはプラッシャーを最初から支持しており、プラッシャーが研究をやめたときにも彼に仕事を提供していた。最終的に、プラッシャーはチエンの提案を受け入れ、2013年にUCSDのチエンの研究室に加わった。

### 2007年
金属表面の触媒効果に関する研究で2007年の化学賞を受賞したゲルハルト・エルトルは、驚きと失望を表明した。それは、現代の表面科学と触媒作用の分野のパイオニアであるガボール・ソモライが受賞対象になっていなかったためである。ソモライとエルトルは1998年に共同でウルフ賞化学部門を授与されている。ソモライを排除するというノーベル委員会の決定は、表面科学のコミュニティで批判されているが、真相は謎のままである。

### 1993年
1993年の化学賞は、ポリメラーゼ連鎖反応(PCR)法の開発によりキャリー・マリスに与えられた。これは、DNA配列の増幅を可能にする、分子生物学の中心的な技術である。しかし、ノルウェーの科学者シェル・クレッペは1968年のノーベル生理学・医学賞受賞者ハー・ゴビンド・コラナとともに、マリスよりも早い1969年に、PCRよりも良い手法を発見していたと主張した。Rabinowは、マリスがPCRを発明したのか、それとも単にそのコンセプトを思いついただけなのかという問題を提起した。しかし、KhudyakovとHoward Fieldsは、1983年にマリスが研究を始めなければ「PCRの最大の可能性は実現しなかった」と主張している。

### 1961年
1961年の化学賞は、植物における光合成の研究によりメルヴィン・カルヴィンに与えられたが、アンドリュー・ベンソンとジェームズ・バッシャムの業績を評価していなかったため、議論の余地があった。元々、光合成の暗反応はカルビン回路と呼ばれていたが、現在では多くの生物学者・植物学者が「カルビン・ベンソン回路」「ベンソン・カルビン回路」「カルビン・ベンソン・バッシャム(CCB)回路」と呼んでいる。ノーベル賞の受賞から30年後、カルヴィンは"Following the trail of light"（光の軌跡に従って）という自叙伝を出版したが、そこではベンソンについて言及されていない。

### 1918年
1918年の化学賞は、「アンモニア合成法の開発」によりドイツのフリッツ・ハーバーに授与された。しかし、彼が第一次世界大戦中に毒ガスの開発に関与していたことから、国内外から批判があった。

### その他
- ヘンリー・アイリング（1901年-1981年）はモルモン教を信仰していたためにノーベル化学賞を受賞できなかったと言われている[38]。ただし、化学賞を選考するスウェーデン王立科学アカデミーがアイリングの理論を理解するのに時間がかかっただけという可能性もある。同アカデミーは1977年にアイリングに対しベルゼリウス・メダルを授与している[39]。
- 元素の周期表を作成したドミトリ・メンデレーエフはノーベル賞を受賞していない。彼は1869年に最初の周期表を完成させた。しかし、その1年前にロータル・マイヤーが類似した表を発表していた。1866年、ジョン・ニューランズは、初めて「オクターブの法則」を提案した論文を発表した。しかし、これらの表はどれも正確ではなかった。19世紀、原子量が増加する順に元素が配置するように周期表が改良された。その後、イギリスの物理学者ヘンリー・モーズリーによって、原子番号（陽子の数）の順に配置するように変更された。メンデレーエフは、ノーベル賞創設の6年後の1907年に亡くなったが、その前年の1906年に1票差で受賞を逃していた。Hargittaiは、メンデレーエフが受賞できなかったのは、彼の業績を評価しなかったノーベル委員会の反対派の陰謀によるものだと主張した[40]。

## 経済学賞
ノーベル経済学賞は当初からあった賞ではない。1969年にスウェーデン国立銀行が「アルフレッド・ノーベル記念スウェーデン国立銀行賞」として創設した。ノーベル賞と同日に授与式が行われ、一般に「ノーベル経済学賞」と呼ばれる。
アルフレッド・ノーベルの兄を祖父に持つスウェーデンの弁護士のピーター・ノーベルをはじめ、多くの人々がこの賞の創設に反対している。1974年のノーベル賞受賞晩餐会で、その年の経済学賞受賞者のフリードリヒ・ハイエクは次のように述べた。「もし私が経済学賞を創設するかどうかについて相談を受けていたら、明らかに私はそれに反対しただろう。第一に、ノーベル賞は経済的に誰も所有すべきではない権威を個人に付与する。自然科学の分野においてはこれは重要ではない。ここで、受賞者個人により行使される影響は、主に彼の仲間の専門家への影響であり、もしそれが彼の能力を上回っているならば、彼らはすぐに、彼に自分の身の程を思い知らせてやるだろう。しかし、経済学者によって行使される影響は、政治家・ジャーナリスト・公務員・公衆などの一般人に対する影響が大きい。」
1969年に物理学賞を受賞したマレー・ゲルマンは、経済学を学問の名に値しないものとみなし「彼ら（経済学賞受賞者）と一緒に授賞式に並べというのか」と不満を漏らした。

### 2008年
2008年の経済学賞は、「貿易パターンと経済活動の立地に関する分析」を行った経済学者ポール・クルーグマンに授与された。クルーグマンは当時のアメリカ大統領ジョージ・W・ブッシュの政策を厳しく批判していた。このことから、「ブッシュ批判者が2008年のノーベル経済学賞を受賞した」などの見出しとともにブッシュ共和党政権の支持者からの批難を招き、ノーベル委員会は「委員会が政治的立場をとった」ことを即座に否定した。

### 1994年
1994年の経済学賞は、「非協力ゲームにおける均衡の先駆的分析」を行ったジョン・ナッシュらに授与されたが、ナッシュの精神病と反ユダヤ主義を理由に選考委員会で論争を招いた。その結果、選考委員会の委員の任期を無期限ではなく3年間に限定し、経済学賞の受賞対象に政治学、心理学、社会学を含むように拡大された。

### 1976年
1976年の経済学賞は、「消費分析・金融史・金融理論の分野における業績と、安定化政策の複雑性の実証」を行ったミルトン・フリードマンに授与されたが、フリードマンに代表されるシカゴ学派とチリの独裁者アウグスト・ピノチェトとの関係から、主に左派や人権派による国際的な抗議を引き起こした。シカゴ学派であるフリードマンの教室出身のエコニミストらが人権抑圧で知られたピノチェト政権に参画、その政策運営に国営企業の民営化や大土地所有者に対する優遇といった新自由主義を採用させる形で協力していた。1975年3月にフリードマン自身もチリを訪れてインフレーションに関する講義を行い、ピノチェトら政府関係者と会談を行っている。

## 文学賞
文学賞には、論争の激しい受賞や悪評の高い冷遇の歴史がある。ノーベル委員会は、おそらく政治的・文学的な理由から、多くの明らかに著名な作家を無視してきた。
1901年から1912年にかけて、委員会はノーベルの遺言の中の"ideal direction"（理想の方向）を「高尚で健全な理想主義」と解釈し、レフ・トルストイ、ヘンリック・イプセン、エミール・ゾラ、マーク・トウェインらを排除した。トルストイもアントン・チェーホフも文学賞を取れなかった理由として、スウェーデンの歴史的なロシアに対する反感がよく言及される。第一次世界大戦中およびその直後に、委員会は非戦闘国の作家を支持する中立政策を採択した。
その他にノーベル文学賞から排除された例で有名なのは、インドの作家R・K・ナーラーヤンである。彼は、ノーベル文学賞に何度もノミネートされていたにもかかわらず、受賞はできなかった。1960年代にナーラーヤンの作品の代理人であったグレアム・グリーンは、ナーラーヤンがいつかノーベル賞を受賞すると自信を表明した。グリーンの見解に賛同して、ジェフリー・アーチャーはナーラーヤンが実際にノーベル賞を受賞したはずであると反論した。文学界のジョークの1つとして、誤解を招くタイトルのためにノーベル文学委員会が彼の本を無視した、または混乱していたというものがある。The Guide、The English Teacher、The Painter of Signs、The Vendor of Sweetsなどといったタイトルから、多くの人は彼の本を自己啓発本だと思っていたようである。彼が受賞できなかった理由の推測として、次のようなものもある。「彼の文章はあまりにもシンプルかつ読みづらいので、読者の努力は必要ない。彼は彼のキャラクターが生きて死ぬマルグディと呼ばれる新しい地図を作った。ある物語の後の物語は同じ場所に置かれるが、それは進歩的ではなく、むしろ停滞した背景である。」
受賞者がヨーロッパ、特にスウェーデンの人物に偏っていることは、スウェーデンの大手新聞などから批判されている。スウェーデン人の受賞者はアジア全土の受賞者よりも多い。2008年には、アカデミーの事務局長であるホーラス・エングダールは、「ヨーロッパは依然として文学界の中心である。米国はあまりにも孤立し、あまりにも隔離されている。彼らの本は十分に翻訳されておらず、文学の大きな対話に実際に参加していない。」と表明した。2009年、エングダールの後任のペーテル・エングルンドは、「ほとんどの言語の分野では、本当に価値があり、ノーベル賞を受賞することできる作家がいるが、それは米国やアメリカ大陸でも同様である 」と述べてこの所感を否定し、「私はこれは問題だと考えている。我々はヨーロッパで書かれた、またはヨーロッパ風の文学に、より簡単に関わろうとする傾向がある」と選考のヨーロッパ圏への偏りを認めた。

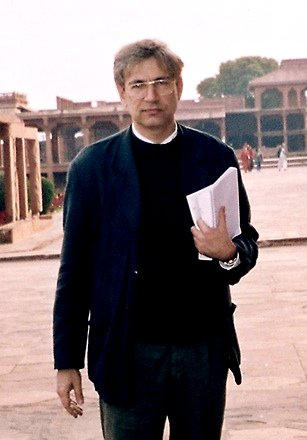
オルハン・パムク。2006年のノーベル文学賞受賞者

### 2019年
2019年の文学賞はオーストリアのペーター・ハントケに授与されたが、90年代のユーゴスラビア紛争に関してセルビア擁護の姿勢を取り、戦争犯罪人として旧ユーゴスラビア国際戦犯法廷での裁判中に死去したスロボダン・ミロシェヴィッチ元大統領の葬儀では弔辞を読んだハントケの受賞には、コソボやアルバニアなどの当事国を中心に非難の声が上がった。授賞式ではアルバニアとコソボ、ボスニア・ヘルツェゴビナ、クロアチア、北マケドニア、トルコの大使らが欠席する事態となった。
またスキャンダル（後述）を受け発表が延期された18年の文学賞も同時に発表されポーランド出身のオルガ・トカルチュクに授与されたが、トカルチュク、ハントケ両名ともヨーロッパ出身でありヨーロッパ中心主義との批判が出た。

### 2018年
2017年に、文学賞の選考機関であるスウェーデン・アカデミー会員であるカタリーナ・フロステンソンの夫のジャン＝クロード・アルノーがセクハラ行為をしていたことが報道され、これをきっかけに利益相反行為や受賞者を事前に外部に漏洩していた問題などアカデミー内の様々な不祥事が明るみに出た。
これらの問題に関して多くの会員が、引責辞任または抗議の辞任（当時は終身制で辞任は認められていないため正確には活動停止）をした結果、会員が新規会員などを決める際に必要な定足数12名を下回る事態となり、2018年の文学賞の発表が見送られ19年と同時に発表することになった。

### 2012年
莫言はノーベル文学賞を中国の内情の描写で獲ったものの、中国共産党員で体制派の作家であったことから、ヘルタ・ミュラーがノーベル文学賞の選考過程を痛烈に批判した。

### 2010年
2010年の文学賞はマリオ・バルガス・リョサに与えられたが、主に彼の右翼政治的見解のために論争を巻き起こした。バルガス・リョサは文学よりも政治に焦点を当てるため、「論争の王」と呼ばれた。

### 2009年
2009年の文学賞はヘルタ・ミュラーに授与されたが、多くの米国の文芸評論家や教授の間でそれ以前にミュラーのことが知られていなかったため、批判された。それにより、委員会がヨーロッパ中心主義的すぎるという批判が再び表明された。

### 2005年
2005年の文学賞は「劇作によって、日常の対話の中に潜在する危機を晒し出し、抑圧された密室に突破口を開いたこと」を受賞理由としてハロルド・ピンターに授与された。受賞は数日間延期されたが、これは選考委員のクヌート・アーンルンドの辞任が原因であるらしい。これにより、賞を授与したスウェーデンアカデミーの中に存在する「政治的要素」についての推測が再興することとなった。ピンターは健康問題のため授賞式には出席できなかったが、自宅で録画した『Art, Truth and Politics』というタイトルの記念講演が会場で放映され、イギリスのチャンネル4で同時放送された。「政治的立場」の問題は、2006年と2007年のそれぞれの受賞者であるオルハン・パムクとドリス・レッシングの受賞の際にも取り上げられた。

### 2004年
2004年の文学賞はエルフリーデ・イェリネクに与えられた。アカデミーのメンバーであるクヌート・アーンルンドは1996年以来活動をしていなかったが、イェリネクを選出したことが文学賞の評判に「回復不能な損害」をもたらしたと主張して、アカデミーを退会した。

### 1997年
1997年の文学賞は、イタリアの俳優・ 劇作家であるダリオ・フォに授与された。彼は当初パフォーマーとして見られ、以前ローマカトリックから非難されていたため、一部の批評家によって「やや軽い」とみなされていた。サルマン・ラシュディとアーサー・ミラーは賞の授与に賛成したが、後に委員会のメンバーは「あまりにも予測可能であまりにも人気がある」と言って彼らを引き合いに出した。

### 1974年
1974年の文学賞は、グレアム・グリーン、ウラジミール・ナボコフ、ソール・ベローといった有力な候補を差し置いて、スウェーデンの作家エイヴィンド・ユーンソンとハリー・マーティンソンの2人が受賞した。2人ともノーベル委員会に所属しており、また、スウェーデンの国外ではほとんど知られていなかったことから論議を呼んだ。ベローは1976年に受賞したが、グリーンとナボコフは受賞しなかった。

### 1970年
1970年の文学賞は、ソ連の反体制派のアレクサンドル・ソルジェニーツィンに授与されたが、彼はソ連による市民権剥奪を恐れてストックホルムでの授賞式典に出席しなかった。彼の作品は、サミズダート（地下出版）でしか読むことができなかった。彼はモスクワのスウェーデン大使館で授賞式と講演会を開くことを提案したが、スウェーデン政府はソ連との関係悪化を懸念してそれを拒否した。ソルジェニーツィンは、スウェーデンが「ノーベル賞そのものを侮辱した」と述べた、文学賞の受賞を全面的に拒否した。ソルジェニーツィンは1974年2月に国外追放され、同年12月に受賞を受け入れた。批評家は、ソルジェニーツィンは政治的立場から賞を授与されたのではなく、彼の作品自体が評価されたと示唆している。

### 1901-02年
レフ・トルストイは、史上初めてノーベル文学賞に2回ノミネートされた。1901年の第1回ノーベル文学賞はフランスの詩人シュリ・プリュドムが、1902年はドイツの歴史家テオドール・モムゼンが受賞した。
報告書はトルストイが賞を受賞できなかった理由として、彼の政治的・宗教的立場から選考委員が留保したことと、当時のロシアとスウェーデンの関係があったことを示唆している。1901年、賞の発表を受けて、ヨハン・アウグスト・ストリンドベリら42人のスウェーデン人作家が、トルストイに対し決定に不満を表明する手紙を送った。

### その他
チェコの作家カレル・チャペックの小説『山椒魚戦争』はドイツ政府（ナチスドイツ）に対しあまりにも攻撃的であると考えられ、代わりに論争を招かないような出版物を提案されたが、彼は拒否した。彼はノーベル文学賞を受賞していない。
フランスの新聞『ル・モンド』が2008年に掲載したスウェーデン・アカデミーのアーカイブによれば、フランスの小説家で知識人のアンドレ・マルローは、1950年代に文学賞にノミネートされていた。マルローは、アルベール・カミュと受賞を競い合っていたが、数回（特に1954年と1955年）受賞を逃した。カミュは1957年に受賞している。
W・H・オーデンがノーベル文学賞を受賞できなかったのは、1961年の平和賞受賞者ダグ・ハマーショルドの回想録『Vägmärken』の誤訳と、スカンジナビアの講演ツアーでオーデンが、ハマーショルドがオーデン同様同性愛者であると述べたことによる。
アルゼンチンの作家ホルヘ・ルイス・ボルヘスは数回ノミネートされたが、受賞できなかった。ボルヘスの伝記を執筆したエドウィン・ウィリアムソンは、アルゼンチンとチリの右派の軍事独裁者をボルヘスが支持していたのが原因であった可能性があると述べた。ボルヘスがノーベル賞を受賞できなかったのは、ヨシフ・スターリンを支持していたジャン＝ポール・サルトルやパブロ・ネルーダ、フィデル・カストロを支持していたガブリエル・ガルシア＝マルケスのような、左翼の独裁政権を支持していた作家が賞を受賞できたのとは対照的である。
1989年、アーヤトッラーのルーホッラー・ホメイニーが『悪魔の詩』の作者サルマン・ラシュディらに対し死刑を宣告するファトワーを布告した後、アカデミーはラシュディへの支持の表明を拒否し、それにより2人のアカデミー会員が退会した。

## 平和賞
ノーベル平和賞を巡る論争は、しばしば学問の世界を超えている。平和賞の受賞者にたいしてなされる批判は、それが政治的な動機による受賞である、受賞には早すぎる、「平和のための業績」という定義が誤っているといったものである。

### 2012年
2012年の平和賞は、「60年以上にわたり、欧州の平和と和解、民主主義と人権の発展に寄与している」として欧州連合(EU)に贈られた。一部の受賞経験者が、EUは「明確な平和の覇者ではない」としてEUの受賞に異議を唱えた。

### 2010年
2010年の平和賞は、「中国の基本的人権確立のための長期にわたる非暴力的の闘い」を継続した劉暁波に贈られた。劉は受賞時には中国政府により投獄されており、彼とその家族は授賞式に出席することはできなかった。中国政府は、ノーベル賞が目標とする「国際友好、軍縮、平和会議」を劉は促進しなかったと主張した。劉暁波の平和賞受賞はノルウェーと中国との間の外交紛争を招いたが、関係は2016年12月に正常化された。
親中国政府派および中国国営のメディアは、中国と中国の若者の間では劉はあまり知られていないとして、劉の受賞を批判した。タリク・アリ、バリー・ソートマン、厳海蓉ら批評家は、他国、特にベトナム、韓国、アフガニスタン、イラクにおける戦争へのアメリカ合衆国の関与を劉が長らく支持していたとして、劉の受賞を批判した。中国の団体は、ノーベル平和賞に対抗して「孔子平和賞」を創設し、同年のノーベル平和賞授賞式の前日に第1回の受賞者発表と授賞式を行った。

### 2009年
2009年の平和賞は、「国家間の国際外交と協力強化のため並外れた努力」としたとしてバラク・オバマが受賞した。受賞決定は、オバマがアメリカ合衆国大統領に就任してからわずか9ヶ月後のことで、時期尚早で政治的な意図があるとして批判を受けた。オバマ自身は、受賞の報を受けて「驚いた」と感じ、自身が賞にふさわしいとは考えていなかったが、それでも受賞を受け入れた。オバマの平和賞受賞を『ニューヨーク・タイムズ』は"stunning surprise"（素晴らしい驚き）と報じた。驚きの大部分は、オバマが就任してからわずか12日後の2009年2月1日に平和賞へのノミネートが予定されていたという事実から生じたものである。ノルウェー・ノーベル委員会の委員長であるトルビョーン・ヤクラントは、2011年10月のインタビューで、オバマがノーベル賞受賞に値するかどうか尋ねられ、次のように答えた。
はい、そう思います。私は、彼は多くの理由からそれに値すると、彼が受賞したときと同じように確信しています。3ヶ月の間に、彼は……ロシア連邦と核兵器に関する新たな交渉の道を開きました。アルフレッド・ノーベルの遺書を見れば、賞は、彼は常設軍の削減と呼びましたが、今日の言葉では軍備管理と軍縮を意味するもののために働いた人に贈られるべきであると彼が言ったことが分かるでしょう。……しかし、我々は他のことも見ています。たとえば、その後イスラム世界への橋渡しをすぐに開始したという事実です。
2015年、ノルウェー・ノーベル研究所所長ゲイル・ルンデスタッド（彼は委員会の会議には参加したが、投票権は持っていなかった）は、回顧録Secretary of Peaceに、オバマに賞を授与したことを後悔していると記した。ルンデスタッドは「委員会は（平和賞の受賞が）オバマ大統領の平和活動を強化することになると考えていたが、実際にはそのような効果はなかった」とAP通信に対して話したが、受賞が間違いだったとはしていない。「結果的に、オバマに救いの手を与えるという議論は、部分的にしか正しいとは言えない」とルンデスタッドは記している。また、批評家はこの賞がジョージ・W・ブッシュ政権の象徴的拒絶であると主張した。

### 2007年
2007年の平和賞は、「人為的な気候変動に関する知識を蓄積し普及させ、その変化に対抗するために必要な措置の基礎を築く努力」をしたとしてアル・ゴアと気候変動に関する政府間パネル(IPCC)に贈られた。この受賞は、政治的な動機づけがあることと、受賞者の業績は紛争の解決に直接関係していなかったことから批判を受けた。

### 2004年
2004年の平和賞は、「持続可能な発展、民主主義、平和への貢献」についてワンガリ・マータイに贈られた。ケニアの新聞『スタンダード』とラジオ・フリー・ヨーロッパが、ヒト免疫不全ウイルス(HIV)はアフリカの人口を減らすために西洋の科学者が開発したとマータイが述べたと報じたことから、論争の的となった。彼女はその後これらの主張を否定したが、スタンダードはその報告書を支援していた。さらに、『タイム』のインタビューで、彼女はHIVの非自然起源を示唆し、それがどこから来たのかを知るものがおり、「サルからは来なかった」と言った。

### 2002年
2002年の平和賞は、「国際紛争への平和的解決策を見つけ、民主主義と人権を進歩させ、経済社会開発を促進するために長期に渡り努力を続けてきたこと」に対してジミー・カーターに贈られた。この賞の発表は、イラクに大量破壊兵器の放棄を要求する国連安保理決議を強制するために、イラクに軍事力を使う権限を米上下院がジョージ・W・ブッシュ大統領に与えた直後に行われた。ノーベル委員会のグンナー・ベルジェ委員長は、元大統領を選出したことがブッシュ大統領への批判であったかどうかについての質問に対して、「カーターの立場を踏まえて、それは現在の米国政権がイラクに取った路線の批判と見ることもできる。」と回答した。カーターはカーター・センターの仕事に焦点が当たることを望んだと述べ、インタビューでこの発言についてコメントすることを拒否した。

### 2000年
2000年の平和賞は、同年の第1回南北首脳会談が評価されて金大中が受賞した。しかし、南北首脳会談の直前に少なくとも数億ドルが北朝鮮に支払われたことが発覚し、受賞に疑問を投げかけられた。2003年、金大中の首席補佐官だったパク・ジウォンに対し、現代グループの北朝鮮への送金における彼の役割などを理由に、12年間の懲役刑が宣告された。

### 1994年
1994年の平和賞は、中東和平努力のためにヤーセル・アラファート、シモン・ペレス、イツハク・ラビンに贈られた。批評家は、アラファートを「長期に渡り暴力を促進してきた悔い改めないテロリスト」と指摘している。ノーベル委員会のノルウェー人メンバーであるコーア・クリスチャンセンは、アラファートがPLOを通じてテロリズムを支援し、彼を「世界で最も著名なテロリスト」と呼んで彼の受賞を批難した。一方、エドワード・サイードはペレス、ラビンとオスロ合意全体を批判していた。

### 1992年
1992年の平和賞は、「先住民族の権利尊重に基づく社会正義と民族文化的和解のための業績」に対してリゴベルタ・メンチュウに贈られた。1999年、アメリカの人類学者デヴィッド・ストールが、彼女に名声をもたらしたメンチュウの回顧録の一部に虚偽の内容が含まれていると指摘した。

### 1991年
1991年の平和賞は、「民主主義と人権のための非暴力的闘争のため」、ミャンマーの野党指導者であるアウンサンスーチーに贈られた。 彼女は当時、ミャンマーの軍事政権により自宅軟禁されていた。軍事政権はアウンサンスーチーの受賞に反対し、彼女が授賞式に出席することを許可しなかった。

### 1990年
1990年の平和賞は、 「今日の国際社会の重要な特徴である平和プロセスにおける主導的役割」に対してミハイル・ゴルバチョフに贈られた。この受賞に対して、ソ連の大統領が東側諸国を不安定にし、ソビエト連邦の経済崩壊とソ連自体の崩壊を引き起こしたという批判がある。

### 1989年
1989年の賞は、ダライ・ラマ14世に贈られた。ダライ・ラマのチベットに関する活動に反対する中国政府は、委員会の発表に反対した。

### 1978年
1978年の平和賞は、イスラエルに対する1973年の第四次中東戦争時にエジプト大統領だったアンワル・アッ＝サーダートと、エジプトとイスラエルの間に和平をもたらしたキャンプ・デービッド合意を行ったイスラエル首相のメナヘム・ベギンに贈られた。両国がそれぞれイギリス統治に抗して戦っていたことと、ベギンはドイツ首相コンラート・アデナウアーを暗殺しようとして失敗した事件に関わっていたことから、この受賞は論争の的となった。

### 1974年
日本の佐藤栄作元首相が、太平洋地域の安定的な条件づくりに貢献したこと、核拡散防止条約に署名し核を「持たず、つくらず、持ち込ませず」の非核三原則を提唱したことを理由に受賞した。当の日本国内においては意外の念をもって受けとめられ、国際的にも平和活動の面では無名であったことから驚きを受けた。さらに後には、沖縄への核持ち込みを認める密約を米国と結んでいたことが判明、平和賞の膝元の一つともいうべきノルウェーでは、歴史家に「佐藤を選んだのはノーベル賞委員会が犯した最大の誤り」とまで批判されたという。
前年受賞者のキッシンジャーの推薦によるのではないかとの説もあったが、平和賞受賞のためには英文著書の出版が条件であり、ほとんどの日本国民も知らない内に英語で核等をテーマにした著書が出版されていたことから、日本では外務省官僚や佐藤元首相に近い関係者による初めからノーベル賞狙いの運動の結果と受けとめられていた。2024年にノルウェーのノーベル研究所から50年経ったため公開された資料では、推薦者に米政府高官等は居ず、当時の田中角栄総理と日本の閣僚や学識経験者など合わせて17人が推薦者となり、日本が援助を行っていた国のアジア首脳等の幅広い国の有力者らが支持を表明していた。今日では、高崎経済大学の吉武信彦教授の研究により、当時の田中総理の指示で外務省及び元国連大使の加瀬俊一や政府関係予算と密接な繋がりを持つ建設業者である鹿島建設の鹿島守之助会長が秘密工作を行い、それがノーベル賞委員会がアジアからも平和賞受賞者を出したいという当時の思惑とも合致したことが明らかとなっている。

### 1973年
1973年の平和賞は、 「ベトナム戦争の停戦とアメリカ軍の撤退を目的とした1973年のパリ協定」のため、北ベトナム共産主義者のレ・ドゥク・トとアメリカ国務長官ヘンリー・キッシンジャーに贈られた。レ・ドゥク・トは、このような「ブルジョアの感傷主義」は自分にはふさわしくなく、また、パリ協定は完全には遵守されなかったという理由で受賞を拒否し、キッシンジャーの単独受賞となった。キッシンジャーは、個人的には賞をレ・ドゥク・トと共有することについて懐疑的だった。彼は在米ソビエト大使アナトリー・ドブルイニンに「グルーチョ・マルクスが『彼を連れて来たどんなクラブも参加したくない』と言ったような気がする。私はレ・ドゥク・トが受賞の資格があれば、何か間違っているはずだと言おう」と言った。
北ベトナムは1975年4月に南ベトナムを侵略し、レ・ドゥク・トがまだ政権内にいる間に国を統一した。キッシンジャーは、1969年から1975年にかけてのカンボジアのクメール・ルージュと北ベトナム軍に対する爆撃作戦、コンドル作戦における米国の共謀、としてチリの軍事政権下でのフランス国民の死に関わっていた。また、トルコのキプロス侵攻を支持し、その結果、キプロス島の事実上分割統治されることとなった。アーウィン・エイブラムスによると、この受賞は今日まで最も論争の的だった。2人のノーベル賞委員が抗議して辞任した。
アメリカの報道機関もこの受賞に驚いた。ニューヨーク・タイムズはこれを「ノーベル戦争賞」と称した。ワシントンポストは、元外交官ジョージ・ボールが「ノルウェー人にはユーモアのセンスが必要だ」と言ったと報じた。著名なコメディアンで政治風刺家のトム・レーラーは、「政治風刺は、ヘンリー・キッシンジャーがノーベル平和賞を受賞したことで時代遅れになった」と語った。
キッシンジャーは、オスロでの授賞式に出席することでベトナム反戦グループの標的になるとの懸念は表明しなかった。彼は、インドシナで戦死または行方不明となったの米国軍人のための奨学金に賞金が寄付されることを要請した。1975年にサイゴンが北ベトナム軍によって陷落したとき、彼はノーベル平和賞のメダルを返還したい提案したが、ノーベル委員会にこの提案は受け入れられなかった。

### 1965年
1965年の平和賞は、キューバ危機の鎮静化など平和維持活動に対する貢献により、国連事務総長のウ・タントに授与することがほぼ決定していた。しかし、ノルウェー・ノーベル委員会のグンナー・ジャーン委員長がタントへの授与に強く反対し、土壇場でユニセフに授与することが決定された。他の委員は皆、タントに賞を授与することを望んでいた。1966年・1967年もジャーンの反対によりタントへの平和賞授与が見送られ、これらの年の平和賞受賞者はなかった。1950年にノーベル平和賞を受賞した、タントの部下にあたる事務次官のラルフ・バンチは、ジャーンの決定を「タントに対する重大な不公平」と呼び、憤慨した。
もっとも周囲の憤慨とは裏腹に、タント本人はその謙虚さから、賞や栄誉を受けることを好まなかった。タントは自身へのノーベル賞授与が回避されたことを聞いて喜んだという。

### 1945年
1945年の平和賞は、元アメリカ国務長官で、国際連合憲章の起草を行ったコーデル・ハルに贈られた。ハルはセントルイス号事件の時の国務長官だったので、この受賞は論議となった。1939年の夏、セントルイス号はナチスの迫害から亡命を求める950人以上のユダヤ人難民を乗せ、アメリカ大陸へ向かった。当初、フランクリン・ルーズベルト米国大統領は、船上にいる者の中には何人かを受け入れる意思を表明していたが、ハルと南部民主党は猛烈な反対を表明し、彼らの一部は1940年の選挙でルーズベルトの支持を控えると脅迫した。1939年6月4日、ルーズベルトは、フロリダとキューバの間のフロリダ海峡で待機していた船に対し入港を拒否した。乗客はキューバ政府との交渉を始めたが、失敗した。彼らはヨーロッパへの帰還を余儀なくされ、乗客の4分の1以上がその後のホロコーストで死亡した。

### 1939年
スウェーデン議会議員Erik Gottfrid Christian Brandtがドイツの独裁者アドルフ・ヒトラーを指名したが、指名は取り消された。1939年の平和賞は受賞者がいなかった。

### 1935年
1935年の平和賞は、ドイツの平和活動家カール・フォン・オシエツキーに贈られた。当時彼は、諜報活動によりドイツ再軍備を暴露したことから反逆罪で投獄されていたが、翌年、病気を理由として収容所から釈放されたときに平和賞を遡って受賞した。これは前例のない動きで、ノルウェー国王ホーコン7世は授賞式に欠席し、アカデミーの委員2人が抗議して辞任、『アフテンポステン』を始めとするノルウェーの保守党寄りの報道陣は有罪判決を受けた犯罪者に賞を与えたと非難した。エスターヴェーゲン強制収容所での拘留中にかかった結核で深刻な病状となっていたオシエツキーは、手紙でこの受賞を受け入れたが、授賞のためにオスロへ行くことはできなかった。これ以降、アドルフ・ヒトラーはドイツ人がノーベル賞を受賞することを禁止し、オシエツキーのノーベル賞受賞についてドイツの報道機関で報道することも禁止した。

### マハトマ・ガンディー

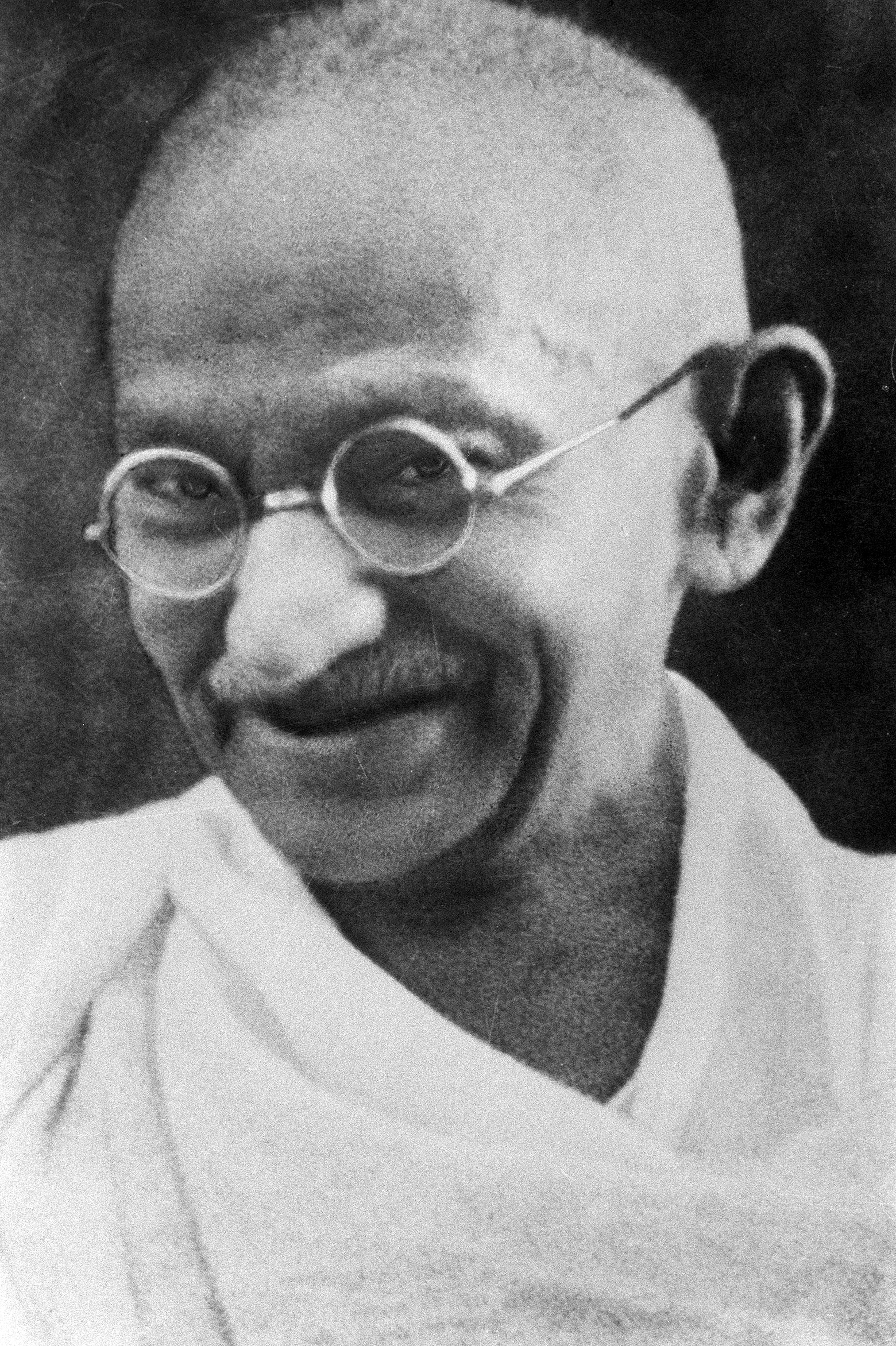
マハトマ・ガンディー

マハトマ・ガンディーは1937年から1948年の間に5回ノミネートされたが、ノーベル平和賞を受賞しなかった。1948年、ガンディーに対し6件の指名の手紙があり、ガンディーは平和賞の最終候補者リストに入ったが、ノミネートの締切の2日前の1948年1月30日に彼は暗殺された。ノーベル委員会は、受賞者は死後に賞が授与されるのは選考委員会の決定後に死亡した場合のみであり、ガンディーに賞は授与しないと決定した。数十年後、ノーベル委員会は不作為があったことに対する遺憾を宣言した。2006年、ノルウェー・ノーベル委員会のGeir Lundestad秘書官は、「106年の歴史の中で最大の不作為は間違いなく、マハトマ・ガンディーがノーベル平和賞を受賞しなかったことであると確信している。ガンディーはノーベル平和賞を受賞しなくても活動はできただろうが、ノーベル委員会がガンディーを使わずにいられたかどうかは疑問である」と述べた。ガンディーの死の年の1948年、ノーベル委員会はノーベル平和賞の表彰は行わず、「適切な存命の候補者がいなかった」と表明した。

## 物理学賞

### 2017年
2017年の物理学賞は、「LIGO検出器および重力波の観測への決定的な貢献」に対してレイナー・ワイス、キップ・ソーン、バリー・バリッシュに授与された。LIGOには何千人もの科学者と技術者が貢献したにもかかわらず、ノーベル委員会は、受賞者は3人までという伝統を継承した。3人の受賞者全員が、この賞はLIGO科学コラボレーション(LSC)全体に対するものであるとコメントした。ソーンは、「私たちの驚くべき発見が千人以上による業績であるにもかかわらず、ノーベル財団の規則のせいで受賞者が3人だけになったことは残念である」と語った。

### 2014年
2014年の物理学賞は、青色発光ダイオードの開発に関して赤﨑勇、天野浩、中村修二に授与されたが、オレク・ロシェフやニック・ホロニアックのような発光ダイオードの開発における他の先駆者による何十年もの研究が評価されていなかった。

### 2010年
2010年の物理学賞は、「二次元物質グラフェンに関する革新的実験」に対してアンドレ・ガイム、コンスタンチン・ノボセロフに授与された。ノーベル委員会によって発行された関係書類には、グラフェンの発見がガイムとノボセロフに誤って帰せられているように見えることなど事実の認識の正確さに関するいくつかの問題が指摘されており、グラフェンの研究への他者の貢献が考慮されていない。

### 2009年
2009年の物理学賞は、CCDの開発に関してウィラード・ボイル、ジョージ・E・スミスに授与された。しかし、この技術は画像処理に使うことができることを主張したのはユージン・I・ゴードンとマイケル・フランシス・トンプセットであった。

### 2008年
2008年の物理学賞のうちの半分は、1972年のクォークの混合に関する研究に対して小林誠、益川敏英に授与された。これは、存在が知られている3つのクォークの他に追加の3つのクォークの存在を仮定している。これは、8年前に観察されたCP対称性の破れの可能な機構を提供するためである。小林と益川の研究は、クォークモデルが導入されるより前の1963年のイタリアの物理学者ニコラ・カビボの研究を拡大・再解釈したものである。その結果として生じるクォーク混合行列は、弱い力の作用の下でお互いに交互になる異なるクォークの確率を記述するものであり、カビボ・小林・益川の名前からCKM行列と呼ばれている。そのため、カビボが小林・益川と同時にノーベル物理学賞を受賞できなかったことについて、議論が巻き起こった。
2008年の物理学賞の残りの半分は、「素粒子物理学における自発的対称性の破れの機構の発見」に対して南部陽一郎に授与された 。この分野の基本的なステップは南部・ヨナ＝ラシニオ模型（NJL模型）であり、これは、カビボ同様ノーベル賞を受賞できなかったイタリアの理論物理学者ジョヴァンニ・ヨナ＝ラシニオと南部が共同で研究したものである。南部は同僚の仕事に感謝し、ストックホルム大学でのノーベル受賞講演をヨナ＝ラシニオに依頼した。
賞が与えられるのは年間で最大3人であり、2008年の物理学賞は2つの異なる研究に対して賞が授与されたため、委員会はCKMとNJLの両方からそれぞれ1人ずつ除外することを余儀なくされた。結果的にイタリア人2人が除外され、日本出身の3人が受賞することとなった。

### 2006年
2006年の物理学賞は、「宇宙マイクロ波背景放射(CMBR)が黒体放射の形をとることおよびその非等方性の発見」に対して、宇宙背景放射探査機(COBE)実験で主導的な役割を果たしたジョン・C・マザー、ジョージ・スムートに授与された。しかし、1983年7月にプラグノス9で実験を開始し、CMBRを単一周波数で研究していた。1992年1月に、Andrei A. Brukhanovはモスクワのシュテルンベルク天文研究所でセミナーを開き、世界で初めてCMBRの発見について報告した。

### 2005年
2005年の物理学賞のうちの半分は、「光学コヒーレンスの量子論への貢献」に対してロイ・グラウバーに授与された。この研究には、ジョージ・スダルシャンの1960年代の量子光学の研究が含まれていたが、スダルシャンは受賞対象にはならなかった。グラウバーは、当初はスダルシャンの研究を軽蔑していたが、後にスダルシャンの表現法をグラウバーのP表現という別の名前をつけて紹介した。

### 1997年
1997年の物理学賞は、「レーザー光を用いて原子を冷却および捕捉する手法の開発」に対してスティーブン・チュー、クロード・コーエン＝タヌージ、ウィリアム・ダニエル・フィリップスに授与された。この受賞に対し、ロシアの科学者が異議を唱えた。彼らは、同じ手法を10年以上前に開発したと主張し、獲得したアプローチと技術における受賞者の優先順位に疑問を呈した。

### 1983年
1983年の物理学賞は、「宇宙における化学元素の生成にとって重要な原子核反応に関する理論的および実験的研究」に対してウィリアム・ファウラーに授与された。ファウラーは、恒星内元素合成の概念はフレッド・ホイルが先駆者であると認識していたが、それはホイルが賞を受け取るのに十分ではなかった。『フィジックス・トゥデイ』のホイルの死亡記事には、次のように書かれている。「我々の多くは、1983年のノーベル物理学賞はホイルとファウラーが共同で受賞するべきだと思っていたが、スウェーデン王立科学アカデミーはその後、1997年のクラフォード賞をエドウィン・サルピーターをホイルに授与した。」

### 1979年
1979年の物理学賞は、電弱統一理論に対してシェルドン・グラショー、アブドゥッサラーム、スティーヴン・ワインバーグに授与された。しかし、1957年に弱い相互作用のV-A（ベクトル - 軸方向ベクトル）理論を成功させ最初に提案したのはジョージ・スダルシャンとロバート・マーシャクだった。それは、リチャード・ファインマンとマレー・ゲルマンが弱い相互作用の構造に関する論文で提案した理論と本質的に同じ理論であった。実際のところ、ゲルマンはスダルシャンとマーシャクの研究の成果を取り入れていたが、非公式な発言を除いて、後の論文ではスダルシャンらへの謝辞は表明されなかった。それは、スダルシャンらの研究成果が、当時の正式な、あるいは「十分に信頼できる」科学ジャーナルには掲載されていなかったためである。この理論は、西洋ではファインマン・ゲルマン理論として知られている。

### 1978年
1978年の物理学賞は「宇宙マイクロ波背景放射の発見」に対して贈られた。受賞したのはアーノ・ペンジアスとロバート・ウッドロウ・ウィルソンだったが、彼らの発見の解明は他の科学者によってなされたものだった。多くの科学者は、宇宙マイクロ波背景放射を予測し、1948年にビッグバン理論の基礎を構築したラルフ・アルファーが、共同で賞を受賞するか、独立して受賞すべきであると思っていた。2005年、アルファーは、ビッグバンモデルの構築、ビッグバンによる残留放射線の予測、元素合成の解明に対する先駆的な貢献によってアメリカ国家科学賞を受賞した。

### 1974年
1974年の物理学賞は、「電波天文学における先駆的研究」に対してマーティン・ライル、アントニー・ヒューイッシュに授与された（ライルは「観測および発明、特に開口合成技術に関して」、ヒューイッシュは「パルサーの発見に果たした決定的な役割」に対して）。
ヒューイッシュらは、1967年に電波望遠鏡の観測データから非常に早く規則的に変化する電波信号を見つけ、それにリトル・グリーン・マンから取った"LGM-1"と命名した。当初は、これがパルサーであるとは報告していなかった。1969年、ウェストバージニア州グリーンバンクのアメリカ国立電波天文台のデイビッド・スタエリン(David Staelin)とエドワード・レイフェンステイン(Edward Reifenstein)は、かに星雲の中心にパルサー（かにパルサー）を発見した。このパルサーは超新星爆発の残骸の中性子星であり、その存在は1933年に提案されていた。1967年の発見後すぐ、フレッド・ホイルと天文物理学者トーマス・ゴールドは、パルサーは強い磁場を持ち、電波を放出しながら急速に回転する中性子星であると説明づけた。
ヒューイッシュの下で研究していた当時大学院生のジョスリン・ベル・バーネルは、後にパルサーとして認識されることになる恒星の電波源に最初に気づいたが、その業績は評価されなかった。ホイルは、ベル・バーネルもノーベル賞の受賞対象に含まれるべきだと主張したが、ベル・バーネルは「非常に例外的な場合を除いて、ノーベル賞が研究生に授与された場合、ノーベル賞の品位を落とすことになるだろう」と述べた。しかし、ルイ・ド・ブロイ、ルドルフ・メスバウアー、ダグラス・D・オシェロフ、ヘーラルト・トホーフト、ジョン・ナッシュ、ジョン・ロバート・シュリーファー、H. デビッド・ポリツァーらは研究生時代の業績によりノーベル賞を受賞している。ベル・バーネルは2018年に基礎物理学ブレイクスルー賞特別賞を受賞した。

### 1969年
1969年の物理学賞は、「素粒子の分類およびその相互作用に関する貢献と発見（クォークの存在を前提とした）」に対してマレー・ゲルマンに授与された。カリフォルニア工科大学の博士課程の学生であったジョージ・ツワイクは、クォークと本質的に同じものである「エース」(aces)の物理的存在を独自に信じていた。残念ながら、ツワイクは査読論文誌に研究成果を発表していなかったが、彼の研究はCERNのプレプリントとして広く利用できた。イスラエルの物理学者ユヴァル・ネーマンは、1962年にゲルマンとは独立にSU(3)フレーバー対称性によるハドロンの分類を発表しており、自身のクォークモデルに対して物理学賞を受賞できなかったのは不当だと感じている。なお、このときマレー・ゲルマン自身は経済学が学問として物理学と同列に科学扱いされることに不満で、（経済学賞は本来のノーベル賞ではないが）「彼ら（経済学賞受賞者）と一緒に授賞式に並べというのか」と不満を漏らしている。

### 1957年
1957年の物理学賞は、パリティ対称性の破れについての研究により李政道と楊振寧が受賞した。2人の理論は中国出身の女性物理学者呉健雄により1956年に実証され、それにより1957年のノーベル物理学賞受賞につながったが、呉は受賞対象に入っていなかった。呉は1978年に第1回ウルフ賞物理学部門を受賞し、1997年に亡くなったが、死ぬまでノーベル賞は受賞できなかった。呉の著書『Beta Decay』（1965年）は、現在でも原子核物理学の標準的な参考書となっている。

### 1956年
1956年の物理学賞は、「半導体の研究およびトランジスタ効果の発見」に対してジョン・バーディーン、ウォルター・ブラッテン、ウィリアム・ショックレーに授与された。しかし、委員会は先行する特許出願が多数あることを認識していなかった。1928年にユリウス・エドガー・リリエンフェルトは、いくつかのタイプのトランジスタの特許を取得した。1934年、ドイツの物理学者オスカー・ハイルは電界効果トランジスタ(FET)の特許を出願した。リリエンフェルトやハイルが特許を出願した装置を実際に製作したかどうかは不明だが、これらの特許の存在が、後の開発者に対し重要な特許問題を引き起こした。さらに、ウェスティングハウスパリのヘルベルト・マタレとハインリッヒ・ベルカーが、1948年に少数キャリア注入プロセスに基づくアンプの特許を申請した。マタレは、第二次世界大戦中にドイツのレーダー機器用のゲルマニウムダイオードの製造時に最初に相互コンダクタンスの影響を観測した。ショックレーの受賞は、それが彼の会社内での地位と自己宣伝の努力の結果であったことから、論争となった。ショックレーがブラッテンとバーディーンに提示したオリジナルの設計はうまくいかなかった。ショックレーが受賞者となっているのは、エレクトロニクス革命の基礎となったジャンクショントランジスタの開発に起因している。ショックレーは、たとえそのアイデアがブラティテンとバルディーンによるのものであったとしても、このプロセスから得られる収益から彼らを除外した。ショックレーに関しては、優生学を彼が支持していることも論争となった。彼はこのトピックに関する出版物を自身の業績の最も重要な作品と見なしていた。

### 1950年
1950年の物理学賞は、「写真による原子核崩壊過程の研究方法の開発およびその方法による諸中間子の発見」に対してセシル・パウエルに授与された。しかし、パウエルの研究チームの主たる研究者はブラジルの物理学者セザーレ・ラッテスであり、パイ中間子の発見を報告する『ネイチャー』記載の第一筆者もレッテスだった。ラッテスはパウエルが使用する原子核乳剤の改良を一人で行っていた。コダック社に乳剤にホウ素を追加するよう依頼し、それによりラッテスは1947年にパイ中間子の検出に成功した。これがノーベル賞の授与につながったが、受賞したのは研究グループの責任者のパウエルのみだった。ラッテスはパイ中間子の質量を計算し、アメリカの物理学者ユージン・ガードナーと共に、シンクロトロンによる原子の衝突により生成されたパイ中間子を検出した。

### 1938年
1938年の物理学賞は、「中性子放射による新放射性元素の存在証明および関連して熱中性子による原子核反応の発見」に対してエンリコ・フェルミに授与された。しかし、この受賞は時期尚早だった。フェルミは、自身が超ウラン元素（原子番号94のヘスペリウム）を作り出したと考えていたが、実際には偶然に核分裂を実証していた（ウランよりも軽い核分裂生成物しか作られていなかった）。フェルミの解釈が間違っていたという事実は、彼が賞を受け取った直後に判明した。

### 1936年
1936年の物理学賞は、「陽電子の発見」に対してカール・デイヴィッド・アンダーソンに授与された。趙忠堯は、カリフォルニア工科大学の大学院生だった1930年に電子－陽電子対消滅によって実験的に陽電子を初めて検出したが、当時それが何であるか分からなかった。趙の同級生だったアンダーソンは、趙と同じ放射線源208Tlを使っていた（歴史的に、208Tlは「トリウムCII」の別名でも知られる。崩壊系列を参照）。50年後、アンダーソンは趙が彼の発見に影響を与え、趙の研究がアンダーソンの研究の基礎を形成したことを認めた。趙はノーベル賞を受賞できないまま1998年に亡くなった。

### 1923年
1923年の物理学賞は、「電気素量および光電効果に関する研究」に対してロバート・ミリカンに授与された。ミリカンは1920年に物理学賞を受賞していたかもしれないが、フェリックス・エーレンハフトによる、「測定された電気素量が小さい」という誤った主張のために受賞を逃した。しかし、ミリカンの油滴実験の手順とその実験の解釈について、ミリカンが電気素量を測定した1913年の論文で彼がデータを操作していたのではないかという論争が依然として残っている。実際、彼は全ての観測結果を報告していなかった。

### 1903年
1903年の物理学賞は、「自発的放射能の発見」に対してアンリ・ベクレルに授与された（ピエール・キュリー、マリ・キュリーも共同受賞）。しかし批評家は、ベクレルはフランスの科学者アベル・ニエプス・ド・サン＝ヴィクトールによって数十年前に最初に発見され調査された現象を単に再発見しただけだと主張している。

### その他の認められなかった主要な発見
核分裂の発見に貢献した者の中から物理学賞の受賞者は出なかった。その代わりに、1938年にベルリンで核分裂を発見したオットー・ハーンに1944年の化学賞が授与された。リーゼ・マイトナーもまた、ハーンへの協力を通じて核分裂の発見に貢献した。マイトナーは初めからハーンとともにウランの中性子衝撃の研究をしていたが、核分裂が発見される前にドイツを離れスウェーデンに移った。マイトナーはハーンからの実験データの供給を受けて研究し、オットー・ロベルト・フリッシュとともに、ジョージ・ガモフが最初に示唆しニールス・ボーアが発展させた液滴模型を、核分裂の理論的基盤に組み込んだ。ハーンとの初期の共同研究において、彼女は独立に新しい元素プロトアクチニウムを発見した。ニールス・ボーアがハーンを化学賞に推薦する際、両名も合わせて指名した。ハーンの助手のフリッツ・シュトラスマンは物理学賞の対象にはならなかった。

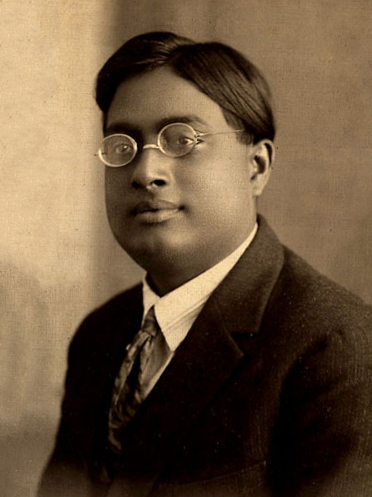
サティエンドラ・ボース（1925年）

### サティエンドラ・ボース
ボース粒子、ボース＝アインシュタイン統計、ボース＝アインシュタイン凝縮に関する研究で、いくつかのノーベル賞が授与されている。例えば、2001年の物理学賞はボース＝アインシュタイン凝縮の理論を進化させた研究に対して授与されている。しかし、サティエンドラ・ボース自身はノーベル賞を授与されていない。物理学者のジャヤント・ナーリカーは、著書『The Scientific Edge』において次のように述べている。「S・N・ボースの粒子統計の研究（1922年ごろ）は、光子の挙動を明らかにし、量子論の規則に従う微小系の統計上の新しいアイデアへの門戸を開いたもので、20世紀のインド科学の成果のトップ10の一つであり、ノーベル賞クラスであると考えられる。」ナーリカーがノーベル賞クラスとして挙げた他の20世紀のインドの科学者は、シュリニヴァーサ・ラマヌジャン、チャンドラセカール・ラマン、メーグナード・サーハーである。しかし、ボース自身は、ノーベル賞が受賞できなかったことについて尋ねられたとき、次のように述べている。「私は私の価値についての全ての認識を持っている。」CERNのロルフ＝ディーター・ホイヤー総局長は、コルカタでのFrontiers of Scienceと題された学術会議において、「先駆的なインドの物理学者サティエンドラ・ナート・ボースが、ボース＝アインシュタイン統計とボース＝アインシュタイン凝縮の理論の基礎を提供した1920年代の量子物理学に関する研究に対してノーベル賞を受賞しなかったのは残念だ」とコメントしている。

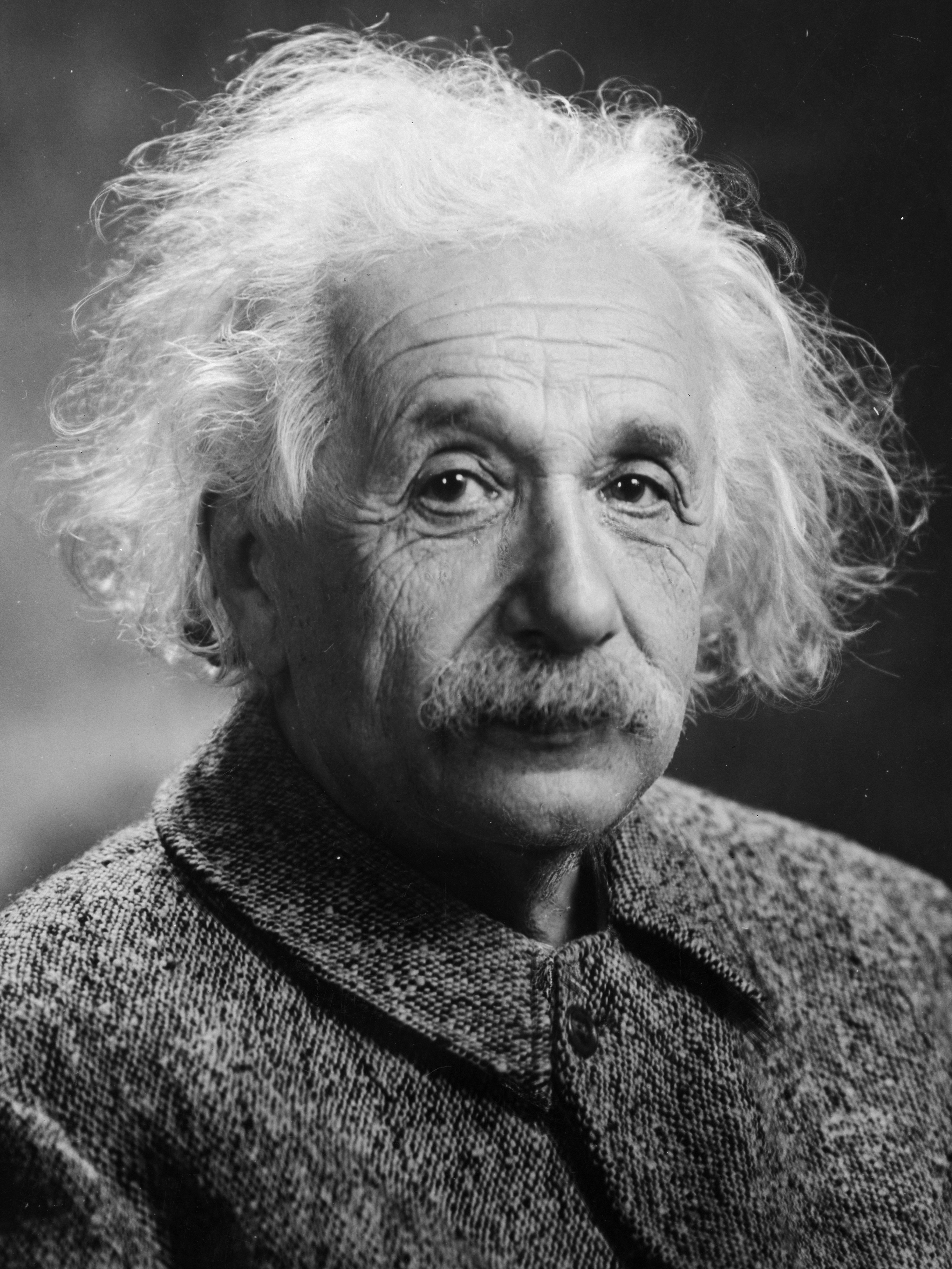
アルベルト・アインシュタインは1921年にノーベル物理学賞を単独で受賞した

### アインシュタインの驚異の年
アルベルト・アインシュタインの1921年のノーベル賞受賞は、「理論物理学に対する貢献、特に1905年の光電効果の法則の発見」を受賞理由としたものだった。ノーベル委員会は、彼の他の多くの発展性のある貢献の候補を見逃したが、後に、彼の研究を実験的に検証するためにより高度な技術を適用した者に対して賞が授与された。2017年のノーベル物理学賞を受賞したLIGOはその1つである。アインシュタインの理論から導かれた多くの予測は、技術の進歩により実際に確認されている。重力場における光の曲がり、重力波（LIGOによって検出された）、重力レンズ作用、ブラックホールなどである。重力波の放出の存在はPSR B1913+16（ハルス-テイラーの連星パルサー）の観測によって最初の証拠が得られ、これによりラッセル・ハルスとジョゼフ・テイラーは1993年のノーベル物理学賞を受賞した。
委員会はまた、ブラウン運動と特殊相対性理論に関する奇跡の年論文のその他の貢献を認識することもできなかった。特殊相対性理論に対するノミネートは、しばしばヘンドリック・ローレンツとアインシュタインの両方に対してなされた。アンリ・ポアンカレは、ローレンツの相対性理論とともに少なくとも1回ノミネートされた。しかし、ワルター・カウフマンの実験結果（後にこれは誤っていたことが判明した）によって特殊相対性理論に疑念が投げかけられ、この疑念は1915年まで解決されなかった。アインシュタインはこの間に、重力理論を含んだ一般相対性理論の研究に進んでいた。実証研究による立証（この場合、理論により予測される太陽光のスペクトルシフト）が何十年もの間の課題だった。当初の唯一の証拠は、水星の近点の歳差の一貫性であった。1919年の終わりにアーサー・エディントンの日食の観測により太陽の近くの星の光に予測された偏向が確認されたことで、追加の証拠が得られたが、その結果はやや曖昧だった。

## 生理学・医学賞

### 2011年
2011年の生理学・医学賞の半分はラルフ・スタインマンに授与された。彼は受賞発表の3日前に癌で亡くなっていたが、ノーベル委員会は受賞発表の時点でその事実を知らなかった。委員会の規則では「死者には授与しない」こととしており、スタインマンの死はノーベル賞の歴史の中で前例のないジレンマを作り出した。同委員会は、授賞決定の時点で委員会が死去を把握していなかった事情を考慮し、授賞決定から授賞式の間に死亡した場合はその受賞を取り消さないという規則を準用して、受賞決定を変更しないこととした。

### 2010年
2010年の生理学・医学賞は、「体外授精技術の開発」によりロバート・G・エドワーズに授与された。しかし、この受賞はカトリック教会によって激しく非難された。それは、カトリックが人間の受胎・受精に人工的方法を使うこと、ならびに避妊に反対しているためである。ヴァチカンのある職員はこの受賞を「不適当」と呼び、カトリック医学協会国際連盟は、破壊される運命にある実験動物として創造され廃棄されたヒト胚の使用は、それらを尊重すべき個人ではなく商品として見なされる文化に導いたとの声明を発表した。

### 2008年
2008年の生理学・医学賞の半分は、「子宮頸癌を引き起こすヒトパピローマウイルス(HPV)の発見」によりハラルド・ツア・ハウゼンに授与された。スウェーデン警察の汚職防止部は、2つの有益なHPVワクチンの特許権を保有するアストラゼネカによる不適切な影響を調査した。同社はノーベルメディアとノーベルウェブを後援することを承認し、ツア・ハウゼンを選んだ2人の人物と強いつながりを持っていた。
残りの半分は、「ヒト免疫不全ウイルス(HIV)の発見」によりリュック・モンタニエとフランソワーズ・バレ＝シヌシに授与された。ロバート・ギャロに授与されなかったことは論争を呼んだ。106人の科学者が、「これらの受賞者は受賞に値するが、ロバート・C・ギャロの貢献を認識することも同様に重要である」として学術雑誌『サイエンス』に署名を送った。モンタニエは、ギャロが受賞対象に含まれていないことに対して「驚いた」と語った。

### 2006年
2006年の生理学・医学賞は、「RNA干渉（二重鎖RNAによる遺伝子サイレンシング）の発見」によりアンドリュー・ファイアーとクレイグ・メローに授与された。委員会がファイアーとメロー（彼らは線虫の一種Caenorhabditis elegansでRNA干渉を研究した）による発見としたものの多くは、それ以前に植物学者によって研究されており、その中の少なくとも1人（デイヴィッド・ボールカムなど）は受賞対象に含めるべきだったと示唆された。

### 2003年
2003年の生理学・医学賞は、「核磁気共鳴画像法(MRI)に関する発見」によりポール・ラウターバーとピーター・マンスフィールドに授与された。この受賞に対しては、2つの独立した主張が存在する。レイモンド・ダマディアンは、核磁気共鳴(NMR)によって癌性組織と非癌性組織をin vitroで見分けることができると初めて報告した。後に彼はこれを人間の全身に対して初めて応用した。ダマディアンの報告は、ラウターバーがNMRを本方法に展開することを促した。ダマディアンは、自身が賞から除外されたことに抗議する広告を国際的な新聞に出した。これとは別に、ハーマン・カーは1950年代にNMR勾配法を開発し、初歩的なMRIを実証した。ノーベル賞受賞者は、カーの研究をほぼ確実に見ていたが、それを引用しなかった。その結果、ノーベル委員会は、カーによる発見を知らない可能性が非常に高い。マンスフィールドは自叙伝で、本当に賞を逃したのは、スピンエコー法の原理の発見に貢献したアーウィン・ハーンだったと書いている。

### 2000年
2000年の生理学・医学賞は、「神経系における情報伝達に関する発見」によりアービド・カールソン、ポール・グリーンガード、エリック・カンデルに授与された。多くの神経科学者が、パーキンソン病に対するドパミン補充療法の先駆者であるオレー・ホルニキーヴィクツが除外されたことに抗議した。

### 1998年
1998年の生理学・医学賞は、「循環器系における情報伝達物質としての一酸化窒素に関する発見」によりロバート・ファーチゴット、ルイ・イグナロ、フェリド・ムラドに授与された。ファーチゴットとともにこの分野の発見に大きく貢献したサルバドール・モンカダが除外されたことに対する科学界からの抗議があった。

### 1997年
1997年の生理学・医学賞は、プリオンの発見によりスタンリー・B・プルシナーに授与された。この受賞は、長い論争を巻き起こした。批評家は研究の妥当性を批判し、プリオンが本当に存在するのかについて疑問を呈した。これは他の研究者によって、まだ証明されていないと批判されていた。プリオンの存在は、この受賞から少なくとも10年間は、科学界に完全には受け入れられていなかった。

### 1993年
1993年の生理学・医学賞は、「分断された遺伝子の発見」によりリチャード・ロバーツとフィリップ・シャープに授与された。ノーマン・デイビッドソンやジェームズ・ワトソンなどの科学者は、ロバーツと協力した台湾の研究者周芷（ルイーズ・チョウ）も受賞対象に含めるべきだったと主張した。1976年に周はアデノウイルス転写物のゲノム起源と構造の研究を行い、これがコールド・スプリング・ハーバー研究所での1977年のRNAスプライシングと選択的RNAプロセシングの発見に直接つながった。ノーマン・デイヴィッドソンは、スプライシングが観察された電子顕微鏡を操作したのは周であり、彼女が開発した技術を使用した実験の唯一の設計者が彼女であったことを認めた。

### 1975年
1975年の生理学・医学賞は、「腫瘍ウイルスと細胞内の遺伝物質との相互作用に関する発見」によりレナート・ドゥルベッコ、ハワード・マーティン・テミン、デビッド・ボルティモアに授与された。ドゥルベッコは、この画期的な業績に全く関与していなかったと主張されている。さらに、この受賞は、テミンと共同で研究した日本人の博士研究員である水谷哲の貢献を評価していなかった。水谷とテミンは、ラウス肉腫ウイルスの小片に逆転写酵素が含まれることを共同で発見した。しかし、テミンの「プロウイルス仮説」を確認した新しい実験の元々の概念と設計に全面的に責任を負っていたのは水谷だった。2つ目の論争は、ボルティモアが「イマニシ＝カリ事件」に関与したことである。これは、彼の研究室の研究者であるテレザ・イマニシ＝カリが実験データを捏造したと告発された事件である。当初、公聴会を経て国立衛生研究所科学公正局（OSI、後の 米国研究公正局(ORI)）により彼女は科学詐欺を犯したと認定された。しかし、1996年には、保健福祉省(HHS)の上訴委員会が再調査した結果、OSIの調査結果を覆してその調査を批判し、イマニシ＝カリに対する非難は不当であったとして、全ての処分を取り消した。ボルティモアがイマニシ＝カリを強く擁護したことは、当初は相当な批判と論争を招いた。これにより、ボルティモアはロックフェラー大学の学長を辞任することになった。事件は、「イマニシ＝カリ事件」よりも「ボルチモア事件」と呼ばれることの方が多い。イマニシ＝カリの嫌疑が晴れたことで、ボルチモアは再評価された。ニューヨーク・タイムズは、「最近の科学史上最も悪名高い詐欺事件は連邦政府の当惑とともに崩壊し、告発された科学者に対する擁護は時機を失した」と述べた。

### 1973年
1973年の生理学・医学賞は、「個体的および社会的行動様式の組織化と誘発に関する発見」によりコンラート・ローレンツ、カール・フォン・フリッシュ、ニコ・ティンバーゲンに授与された。フォン・フリッシュの受賞はミツバチの「ダンス言語」の発見によるものだった。 しかし、フォン・フリッシュが語ったような「ミツバチのダンス(waggle dance)」の直接的な証拠がないことから、論争が浮上した。2005年、ロザムステッド試験場の研究チームは、レーダーを使ってミツバチが食物源に飛んでくるのを追跡することで、この論争を解決した。実際にミツバチはダンスに含まれる情報を使って食物源を見つけることが判明している。

### 1968年
1968年の生理学・医学賞は、「遺伝暗号とそのタンパク質合成における機能の解明」によりロバート・W・ホリー、ハー・ゴビンド・コラナ、マーシャル・ニーレンバーグに授与された。しかし、1961年にメリーランド州ベセスダの国立衛生研究所(NIH)でニーレンバーグが行い、遺伝暗号を解読して現代遺伝学の道を切り開いたポリU実験は、J・ハインリッヒ・マッセイとともに行ったものだった。マッセイは最初のコドン（通常はアミノ酸を特定する3個のヌクレオチド）の抽出物を実験的に取得した。マッセイが取得した初期の正確な結果を、ニーレンバーグは「正確性が低い」と信じ、「より信憑性の高い」データを提示するために改竄していた。

### 1962年
1962年の生理学・医学賞は、「核酸の分子構造および生体の情報伝達におけるその重要性の発見」によりジェームズ・ワトソン、フランシス・クリック、モーリス・ウィルキンスに授与された。アレックス・ストークス、ハーバート・ウィルソン、エルヴィン・シャルガフの決定的な貢献は評価されなかった。さらに、シャルガフ、オズワルド・アベリー、ロザリンド・フランクリンは、ワトソンとクリックのDNA分子の構造を解明した洞察に直接貢献した。アベリーは、1944年の実験によって、DNAが細菌の形質転換の原因であり、遺伝子を構成する可能性のある物質であることを実証した。2人のノーベル賞受賞者、ジョシュア・レーダーバーグとウィルヘルム・ティセリウスが、「現代的DNA研究の歴史的土台」としてアベリーの業績を賞賛した。フランクリンは、DNAの二重らせん構造の解明につながるX線回折写真を撮影した。アベリーは1955年に、フランクリンは1958年に亡くなっていたため、受賞の資格はなかった。

### 1952年
1952年の生理学・医学賞は、「結核に有効な初の抗生物質であるストレプトマイシンの発見」によりセルマン・ワクスマンに授与されたが、共同発見者であるアルバート・シャッツは除外された。シャッツは発見の詳細と信用についてワクスマンを訴えた。シャッツは実質的な和解を勝ち取り、ワクスマンとともに共同発見者として法的に認められた。

### 1949年
1949年の生理学・医学賞の半分は、「ある種の精神病に対する前額部大脳神経切断（ロボトミー）の治癒的価値の発見」によりポルトガルの神経学者アントニオ・エガス・モニスに授与された。その後すぐに、ウォルター・フリーマンが、実施が容易な経眼窩術式を開発した。この手術は、しばしば医療倫理に基づいた手続きをせずに不当に処方されたため、批判が上がった。この手術の普及は、1938年のニューヨーク・タイムズなどの熱心な報道により支持された。The New England Journal of Medicineなどの有力な出版物により支持され、授賞式からの3年間で、米国内だけでも約5000件の手術が行われた。ジョン・F・ケネディ米大統領の父であるジョセフ・P・ケネディは、娘のローズマリーが20代の頃にこの手術を受けさせていた。この手術は、後に不評を招き、多くの国で禁止された。

### 1945年
1945年の生理学・医学賞は、「ペニシリンの発見、および種々の伝染病に対するその治療効果の発見」によりアレクサンダー・フレミング、エルンスト・ボリス・チェーン、ハワード・フローリーに授与された。フレミングがその未確認のカビに遭遇したのは偶発的なものだった。しかし、一部の批評家は、実際にはフレミングはペニシリンの第一発見者ではなく、技術的には再発見であると指摘した。フレミングの発見の数十年前、ジョン・バートン＝サンダーソン、ウィリアム・ロバーツ、ジョン・ティンダル、エルネスト・デュシェーヌは、すでに有用な特性と薬効に関する研究と調査を行っていた。さらに、フレミング自身によると、ペニシリンに関する最初の既知の言及は、詩編51の「「イッソプ」を以て我に沃げ、然せば我潔くならん」である。一方、彼は菌類学者Charles Thom（フレミングによるカビの同定を手助けした人物）から、Penicillium notatumがスウェーデンの薬剤師Per Richard Richardによって初めて腐敗したヒソップの標本から認識されたことを知った。

### 1926年
1926年の時点では、この年の生理学・医学賞は「受賞者なし」とされた。人工癌に関する研究をしていたヨハネス・フィビゲルと山極勝三郎が候補とされたが、賞を受けるに値しないと判断され、授与されなかった。フィビゲルは、自身が発見した回虫Gongylonema neoplasticum（彼はSpiroptera carcinomaと呼んでいた）を用いて、ラットに胃癌を誘発することができることを実証した。山極は、ウサギの耳にコールタールを塗って、癌を発生させた。これらが、初の癌の実験的誘発だった。選考委員の一人ヒルディング・バーグストランドは、「現時点では、フィビゲルと山極の研究が、癌の謎を解決する上で非常に重要になる可能性について、多くの支持を得ることはできない。このような状況下では、私はこれらの発見はノーベル賞にふさわしくないと考えている」と結論を下した。1927年、オットー・ワールブルク、ユリウス・ワーグナー＝ヤウレックとともにフィビゲルが再びノミネートされたが、山極は除外された。ノーベル委員会は、1926年の賞をフィビゲルとワールブルクに遡って授与し、1927年の賞をワーグナー＝ヤウレックに授与することを決定した。しかし、最後の選択で、カロリンスカ研究所がワールブルクの受賞を却下した。1926年の賞は、「寄生虫発がん説に関する研究」によりフィビゲルにだけに授与された。その後すぐに、フィビゲルの「発見」は他の科学者に信用されなくなった。1952年の実験により、回虫は癌の原因ではなく、フィビゲルの実験で発生した癌はビタミンAの欠乏によるものであることが明らかにされた。山極を除外したことも批判された。彼の実験は有効な発見だったからである。コールタール（および多環芳香族炭化水素(PAH)を含む物質）は、真の発癌物質である。山極の研究は、この分野の研究の主要な基盤となっている。『ブリタニカ百科事典』の癌研究に関するノーベル賞の記述では、フィビゲルに言及することはなく、山極の業績を画期的な出来事と述べている。

### 1923年
1923年の生理学・医学賞は、「インスリンの発見」によりフレデリック・バンティングとジョン・ジェームズ・リチャード・マクラウドに授与された。バンティングは明らかに受賞に値するが、マクラウドの受賞については議論の余地があった。バンティングは、マクラウドは夏季休暇の間にトロント大学の実験室を貸していただけであって、適切な共同受賞者はチャールズ・ベストであると感じていた。しかし、マクラウドは、休暇から戻ってから、いくつかの実験手法の欠陥を指摘し、研究の方向性について助言を与えた。バンティングの元々のインスリン分離方法は、生きた犬に手術を行う必要があり、それは大規模にインシュリンを生産するにはあまりにも労働集約的であった。ベストはその後、生化学的抽出法を見つけることを決めた。アルバータ大学から研究休暇で来ていた化学教授のジェームズ・コリップがマクラウドのチームに加わり、ベストと並行して研究していた。彼ら2人は数日後に成功を収めた。バンティングは受賞に応じ、賞金の半分をベストに贈ることにした。それを見てマクラウドは、コリップに賞金の半分を贈った。
トロント大学のチームが膵臓からインスリンを単離して以来、膵臓抽出物を扱った多くの研究者が、ノーベル賞受賞者より前にインスリンを発見していたと主張した。ゲオルク・ルートヴィヒ・ツュルツェル（1906年）、E・L・スコット（1911年）、ニコラエ・パウレスク（1921年）などである（括弧内は発見したと主張する年）。イスラエル・クライナーは1915年に犬の膵臓抽出物を分析したが、インスリンの優先権は主張していない。以前の研究の全てにおいて、十分に精製されていない膵臓抽出物の注射により、発熱などの他の副作用が発生した。トロント大学のチームの研究においても、同じ問題が初期の臨床試験で起きたが、人への使用に許容される純度に達するまで研究を続けた。

### 1921年
1921年の生理学・医学賞は受賞者がいなかった。1913年にもノミネートされ、いくつかの国際賞を受賞していたカルロス・シャーガスは、この年の候補者の中にいた。彼が受賞できなかったことは、特に母国ブラジルで論争を引き起こした。この論争の中で、シャーガスの業績が寄生虫学の最も重要な成果の一つであることが証明された。シャーガスは、後にシャーガス病と呼ばれる新しい感染症とその病原体、媒介者、宿主、臨床症状および疫学について1909年に初めて記述した。歴史家シエラ・イグレシアスによれば、カロリンスカ研究所ノーベル会議はブラジル保健当局から、シャーガスの受賞に対する不利な助言を受けていた。シャーガスは、主に知的な競争のために、ブラジル保健当局の中に何人かの敵対者がいたことが知られている。しかし、イグレシアスは自身の主張に対する証拠を提示していない。シャーガスが賞を受賞しなかったのは、ノーベル委員会がシャーガスの研究結果の価値を認識できなかったためというのが真相のようである。

### 1906年
1906年の生理学・医学賞は、神経系の構造研究によりカミッロ・ゴルジとサンティアゴ・ラモン・イ・カハールに授与された。しかし、自身の発見に対する彼ら2人の解釈は正反対であった。ゴルジは実際の構造に関して神経系の研究の技術に多大な貢献したが、神経系は単一の連続したネットワークに過ぎないという完全な誤った結論を出した（網状説）。一方、ラモン・イ・カハールは、神経系は神経細胞（ニューロン）が連結し構成されたものと説明した（ニューロン説）。ゴルジは網状説を強く提唱した。彼はノーベル賞受賞講演の場でさえもラモン・イ・カハールの研究とニューロン説に対する直接的な攻撃を行い、連続したネットワークの図を「生命の正確な再現」であると主張した。従って、研究の結論が誤っていたということを認識することはできなかった。ノーベル賞受賞後も2人の論争と競争は続いた。この受賞は、「組織学の論争の暴風の中心」を作り出したと言われている。ラモン・イ・カハールは次のようにコメントしている。「このような対照的な性格の科学上の論争相手が、肩が結合したシャム双生児のように運命のペアとなっているというのは、何という残酷な皮肉なんだ!」1950年代の電子顕微鏡の開発に伴い、ニューロンは神経系の個々の細胞であり、シナプスと呼ばれる間隔によって相互に接続していることが明らかに示され、ニューロン説がより正確な記述であり、ゴルジの説は誤りであることが判明した。

### 1902年
1902年の生理学・医学賞は、マラリア原虫の生活環の発見によりロナルド・ロスに授与された。1897年、ジョヴァンニ・バッティスタ・グラッシらイタリア人の研究チームは、ロスとは独立に、ハマダラカの体内でのマラリア原虫の発達段階を確立した。彼らは翌年にP. falciparum、P. vivax、P. malariaeの完全な生活環を記述した。ノーベル委員会の当初の意見は、ロスとグラッシを共同受賞者とするというものだった。その後ロスは、グラッシの計画的詐欺行為を告発する名誉毀損活動を行った。委員会に任命された「中立仲裁人」のロベルト・コッホは、グラッシがその名誉に値しないと主張し、自身の相当な権限を利用してロスを支援した。ロスは、感染した蚊の咬傷によってマラリア原虫に感染することを初めて示したが、それは鳥のマラリア原虫(Plasmodium relictum)によるものだった。一方グラッシの研究は、人のマラリア原虫の感染の原因が雌のハマダラカのみであることを証明したものであり、人間の健康に直接的に関連していた（ロスは動物学者ではなかったため、蚊の種類を同定しなかった。「まだらの羽を持つ灰色の蚊」というのが彼の記述の全てだった）。グラッシはこの種を正確に同定し、1898年に最初のヒトマラリア原虫であるP. falciparumの完全な生活環を確立した。今日の基準によれば、彼らは間違いなくノーベルを受賞していたはずである。

## 受賞辞退

### 強制された辞退

#### ナチスドイツによる強制辞退
1936年、ノーベル財団は、アドルフ・ヒトラーとナチズムに公然と反対したドイツの作家、カール・フォン・オシエツキーに対し、その前年に受賞が決定していたが彼が強制収容所に送られていたため授与できなかったノーベル平和賞を改めて授与した。これに対しヒトラーは腹を立て、1937年1月31日、ドイツ国民がノーベル賞を受賞することを禁じる命令を出した。オシエツキーに平和賞を授与すること自体が論争とされていた。ファシズムにはイタリア、スペイン、ドイツ以外に支持者はほとんどいなかったが、ファシズムに共感しなかった人々も、ドイツを（意図的に）怒らせるのは間違っていると感じていた。
ヒトラーの命令に基づき、3人のドイツ人、ゲルハルト・ドーマク（1939年ノーベル生理学・医学賞）、リヒャルト・クーン（1938年ノーベル化学賞）、アドルフ・ブーテナント（1939年ノーベル化学賞）が受賞を辞退した。彼らは第二次世界大戦後に賞状とメダルを受け取ったが、賞金は受け取っていなかった 。
第二次世界大戦の開戦から1ヶ月半後の1939年10月19日、カロリンスカ研究所のノーベル委員会が開かれ、1939年の生理学・医学賞について話し合った。大多数がドーマクを支持し、誰かがベルリンに旅行したときにこのニュースを漏らした。ベルリンの文化省は、ドイツ人に対するノーベル賞の授与は「完全に望ましくない」(durchaus unerwünscht)との電報を送った。その電報を受け取ったにもかかわらず、1939年10月26日に大多数がドーマクに投票した。ドーマクは、受賞の決定を知った後、ヒトラーの命令が平和賞にしか適用されないことを期待して、ベルリンの教育省に受賞の許可を求めた。1週間以上経っても教育省からの返事が返ってこないので、ドーマクはこれ以上応答せずに待つことは無意味だ感じていた。1939年11月3日、ドーマクはカロリンスカ研究所に受賞への感謝の手紙を書き、賞を受け取る前に政府の承認を待たなければならないと付け加えた。
ドーマクはその後、その手紙の写しをベルリンの外務省に送るよう命令され、1939年11月17日にゲシュタポによって逮捕された。一週間後に釈放されたが、再び逮捕された。1939年11月28日、ドーマクは文化省に強制されて、受賞を辞退する旨がすでに書かれたカロリンスカ研究所宛の手紙に署名した。ドーマクからの2通目の手紙が到着する前に、カロリンスカ研究所はメダルと賞状を準備していたので、第二次大戦後の1947年のノーベルフェスティバルで、彼にそれらを授与することができた。ノーベル賞の受賞を辞退したのはドーマクが初めてだった。彼の受賞辞退を受けて、受賞者が受賞を辞退したり、翌年の10月1日までに賞を受賞しなかった場合、賞金は授与されないよう規定が変更された。
1939年11月9日、スウェーデン王立科学アカデミーは、1938年の化学賞をクーンに、1939年の化学賞の半分をブーテナントに授与することを決定した。彼らは決定を知らされて、暴力の脅威によって受賞を辞退することを余儀なくされた。彼らからの受賞辞退の手紙は、ドーマクからの受賞辞退の手紙に続けてストックホルムに到着し、受賞を辞退するようドイツ政府が強制したという疑いが確認された。1948年、彼らは、1939年に彼らが辞退を余儀なくされた賞に対する感謝を表明するアカデミーに送った。1949年7月の式典で、彼らはメダルと賞状を受け取った。

#### その他の強制辞退
1958年のノーベル文学賞はボリス・パステルナークへの授与が決定し、当初彼はその受賞を受け入れたが、ソ連当局により辞退するよう強制された。それは、当局がこの賞を「彼の小説『ドクトル・ジバゴ』における政治的な皮肉に対する報酬」とみなしたためである。パステルナークは賞を受け取ることなく1960年に亡くなった。彼は最終的に、彼の息子が出席した1989年12月9日のストックホルムでの晩餐会でノーベル財団より名誉を授与された。
2010年のノーベル平和賞は劉暁波への授与が決定したが、その時彼は「国家転覆罪」により投獄されており、中国政府は彼やその家族が授賞式典に参加することを許可しなかった。

### 自発的な辞退
2人の受賞者がノーベル賞の受賞を自分の意志で辞退した。ジャン＝ポール・サルトルは、1964年の文学賞を辞退した。彼は、「作家は、たとえそれが最も名誉ある形で行われたとしても、自分自身を制度に変えることは拒否しなければならない」と述べた。受賞を自発的に辞退した2人目の人物はレ・ドゥク・トである。彼はベトナム和平協定での彼の役割のために1973年の平和賞を受賞した。しかし彼は、「ベトナムの現状はまだ平和からは程遠い」として受賞を辞退した。彼の受賞発表の4ヶ月後に戦争は再開された。

## ノーベル賞に関する噂
1915年の新聞に、トーマス・エジソンとニコラ・テスラの両方にノーベル物理学賞が授与されることになったという噂（11月6日付けのロンドンからのロイターの報告による）が掲載された。11月15日のストックホルムのロイター通信の報道がなされる前に、多くの報道されていたが、その年の物理学賞は「X線による結晶構造解析に関する研究」によりヘンリー・ブラッグとローレンス・ブラッグに授与されている。受賞者はテスラとエジソンであったがテスラもしくはエジソン（あるいは両方）が受賞を辞退したためノーベル委員会が受賞者を変更したという根拠のない噂も当時あった。ノーベル財団は、「その人が受賞を辞退するという意図を知らされたためにノーベル賞を与えられないという噂はばかげている」と噂についてコメントすることを拒絶した。さらに、ノーベル賞受賞者が発表された後にのみ受賞を辞退することができると述べている。
1931年のノーベル生理学・医学賞を受賞したドイツ人のオットー・ワールブルクについて、1944年の同賞にも選出されたが受賞を禁じられたという噂があった。ノーベル財団によれば、この噂は真実ではない。

## その他の賞

### ノーベル賞以外の賞
アルフレッド・ノーベルの遺書に含まれていなかったことから、人間の知的活動の多くの分野（数学、哲学、社会科学など）でノーベル賞の部門は創設されなかった。ヤコブ・フォン・ユクスキュルが環境と貧困者のための2つの新しい賞を創設するという提案をノーベル財団に持ちかけたが、財団は拒否した。その後、彼はライト・ライブリフッド賞を創設した。
アーベル賞は、数学におけるノーベル賞に匹敵する賞として2003年に創設されたものである。また、それより以前からあったフィールズ賞も、数学界のノーベル賞と呼ばれている。
クルーゲ賞は、アメリカ議会図書館のジョン・W・クルーグ・センターが授与する賞金100万ドルの賞であり、ノーベル賞に含まれていない人間科学・社会科学の分野に対して贈られる。受賞対象は、歴史学、哲学、政治学、心理学、人類学、社会学、宗教学、言語学、および芸術や人文科学における批評を含む。
ショウ賞は、生命科学および医学のほか、天文学と数理科学の分野での成果に対して授与される。
唐奨の受賞部門には、ノーベル賞には含まれていない持続可能な開発と法の支配の分野が含まれ、他にバイオ医薬と中国学の部門がある。選考委員は中華民国の中央研究院によって招集される。

### ノーベル賞の代替
2010年のノーベル平和賞の中国の反体制派・劉暁波への授与が発表された後、中国のタブロイド紙『環球時報』は孔子平和賞を創設した。授賞式は、ノーベル授与式の前日の12月8日に開催された。主催者は、この賞は中国政府、中華人民共和国文化部、北京師範大学とは関係がないと述べた。
ドイツ芸術科学国家賞は、アドルフ・ヒトラーがノーベル賞に対抗して創設した賞である。
イグノーベル賞は、ノーベル賞のパロディとしてアメリカ合衆国で創設された賞である。
2018年のノーベル文学賞の授与が見送られたため、その代替としてニュー・アカデミー文学賞がこの年限定で設けられた。